# Randall Einhorn
Randall Einhorn (Cincinnati, 7 dicembre 1963) è un regista, produttore televisivo e direttore della fotografia statunitense.

## Biografia
Randall Einhorn è nato il 7 dicembre 1963 a Cincinnati, in Ohio. Si è diplomato alla Finneytown High School nel 1982. Ha iniziato la sua carriera alla fine degli anni '90, lavorando come direttore della fotografia per diversi programmi televisivi, tra i quali Fear Factor, Eco-Challenge e Survivor. Per quest'ultimo è stato candidato a due Emmy Awards. Dal 2005 al 2011, ha lavorato come regista e direttore della fotografia per la serie commedia The Office. Inoltre, ha anche diretto The Accountants, una webserie spin-off della serie The Office. Successivamente, ha diretto alcuni episodi di serie TV, tra le quali Modern Family, Aiutami Hope!, Traffic Light e Mr. Sunshine. Dal 2009 al 2011 ha diretto degli episodi delle serie C'è sempre il sole a Philadelphia e Parks and Recreation. Dal 2012 al 2013, ha diretto 7 episodi di Nurse Jackie - Terapia d'urto e dal 2014 al 2015, ha diretto 3 episodi di Fargo. Successivamente, ha prodotto e diretto la serie The Muppets.
Dal 2021, produce e dirige la serie commedia Abbott Elementary, per la quale è stato candidato ad un Premio Emmy.

## Filmografia

### Regista

#### Televisione
- Fear Factor - serie TV, 6 episodi (2001)
- The Office: The Accountants - miniserie TV, 10 episodi (2006)
- The Office - serie TV, 15 episodi (2006-2011)
- Kath e Kim (Kath & Kim) - serie TV, 3 episodi (2008-2009)
- Modern Family - serie TV, 2 episodi (2009)
- C'è sempre il sole a Philadelphia (It's Always Sunny in Philadelphia) - serie TV, 14 episodi (2009-2011)
- Parks and Recreation - serie TV, 5 episodi (2009-2011)
- Aiutami Hope! (Raising Hope) - serie TV, episodio 1x06 (2010)
- Traffic Light - serie TV, episodio 1x02 (2011)
- Mr. Sunshine - serie TV, 2 episodi (2011)
- Happy Endings - serie TV, episodio 1x07 (2011)
- Up All Night - serie TV, 4 episodi (2011-2012)
- Wilfred - serie TV, 46 episodi (2011-2014)
- Nurse Jackie - Terapia d'urto (Nurse Jackie) - serie TV, 7 episodi (2012-2013)
- Shameless - serie TV, episodio 3x04 (2013)
- Death Pact - film TV (2014)
- Fargo - serie TV, 3 episodi (2014-2015)
- The Red Road - serie TV, 4 episodi (2015)
- I Muppet (The Muppets) - serie TV, 13 episodi (13 episodi)
- Mad Dogs - serie TV, episodio 1x03 (2016)
- The Mick - serie TV, 9 episodi (2017)
- Me, Myself & I - serie TV, episodio 1x01 (2017)
- Lodge 49 - serie TV, 3 episodi (2018)
- The Kids Are Alright - serie TV, 8 episodi (2018-2019)
- Gumshoe - film TV (2020)
- Prospect - film TV (2020)
- Abbott Elementary - serie TV (2021-in corso)

#### Cortometraggi
- The Muppets: First Look Presentation (2015)

### Produttore

#### Televisione
- Filthy Rich: Cattle Drive - serie TV (2005)
- C'è sempre il sole a Philadelphia (It's Always Sunny in Philadelphia) - serie TV, 24 episodi (2009-2011)
- Wilfred - serie TV, 49 episodi (2011-2014)
- Nurse Jackie - Terapia d'urto (Nurse Jackie) - serie TV, 10 episodi (2013)
- The Red Road - serie TV, 4 episodi (2015)
- I Muppet (The Muppets) - serie TV, 14 episodi (2015-2016)
- Broken - serie TV, 6 episodi (2016)
- The Mick - serie TV, 17 episodi (2017)
- Me, Myself & I - serie TV, episodio 1x01 (2017)
- Lodge 49 - serie TV, 3 episodi (2018)
- The Kids Are Alright - serie TV, 23 episodi (2018-2019)
- Gumshoe - film TV (2020)
- Abbott Elementary - serie TV, (2021-in corso)

#### Cortometraggi
- The Muppets: First Look Presentation (2015)

### Direttore della fotografia

#### Cinema
- The Quest, regia di Jason A. Carbone e Mike Fleiss (2006)

#### Televisione
- Eco-Challenge Australia - programma TV (1998)
- Eco-Challenge Morocco - programma TV (1998)
- Eco-Challenge Argentina - programma TV (1999)
- Medicina in the Extreme: An Eco-Challenge Special - film TV (2000)
- Eco-Challenge Borneo - programma TV (2001)
- Eco-Challenge New Zealand - programma TV (2002)
- The Office - serie TV, 64 episodi (2005-2010)
- Dog Bites Man - serie TV, episodio 1x02 (2006)

## Riconoscimenti
- Premio Emmy
  - 2001 - Candidatura alla miglior fotografia per un programma televisivo per Survivor
  - 2003 - Candidatura alla miglior fotografia per un programma televisivo per Survivor
  - 2022 - Candidatura alla miglior serie commedia per Abbott Elementary
  - 2023 - Candidatura alla miglior serie commedia per Abbott Elementary
  - 2024 - Candidatura alla miglior serie commedia per Abbott Elementary
  - 2024 - Candidatura alla miglior regia per una serie commedia per Abbott Elementary
- Daytime Emmy Awards
  - 2007 - Miglior programma commedia per The Office